# NGC 1487
NGC 1487 é uma galáxia espiral (Sm) localizada na direcção da constelação de Eridanus. Possui uma declinação de -42° 22' 04" e uma ascensão recta de 3 horas, 55 minutos e 45,0 segundos.
A galáxia NGC 1487 foi descoberta em 29 de Outubro de 1826 por James Dunlop.